# Paso de Porculla
El paso o abra de Porculla, a una altitud de 2,137 msnm.es un paso de montaña que se ubica en territorio del departamento de Piura, y desde ahí se inicia el descenso acelerado hasta el pueblecito de Pucará, siguiendo los valles del Huancabamba y del Chamaya, afluente del Río Marañón, que corre paralelo a la vía. Su descubridor fue Manuel Mesones Muro quien lo hizo público en el año 1902.
El paso de Porculla es un punto clave en el aspecto geopolítico del país, no solo porque hace accesible, por el camino más corto y más bajo, la Amazonía peruana desde la costa del Pacífico, sino también porque es el lugar por donde el oleoducto transandino nordoriental corona la cordillera de los Andes, para luego descender hacia la costa del Pacífico hasta el Bayovár, en el departamento de Piura. 
Este paso fue también mencionado por el sabio Santiago Antúnez de Mayolo en su proyecto de un canal de navegación interoceánico del Pacífico al Amazonía peruana (9 de abril de 1924).